# 平瀨榧螺
平瀨榧螺（学名：Oliva hirasei）为榧螺科榧螺屬下的一个种。